# Пал Кініжі
Пал Кініжі (угор. Kinizsi Pál, 1446–1494) — угорський легендарний полководець-простолюдин XV століття, командувач Чорною Армією короля Матяша, ішпан Темешський і генерал-капітан Нижньої Угорщини, переможець турок у битві прі Хлібовому полі (угор. Kenyérmező) у 1479 році.

## Біографія
Кініжі, згідно легенді, працював мельником. Одного разу неподалік полював король Матяш, який попросив води на млині, і Кініжі, котрий славился своєю силою, виніс йому кубок з водою на мельничном жорні. Король зразу зарахував хлопця у свою знамениту «чорну» армію. Невдовзі Кініжі, завдяки своєму таланту, став легендарним полководцем. Він помер у бою, прі штурмі фортеці Смедерево (угор. Szendrő) у Сербії. Похований у різьбленому саркофагу в замковій каплиці села Надьважонь (угор. Nagyvázsony). Замок, як одна з найміцніших фортець регіону Баконьских гір у першій половині XV століття, збудована сім'єю Вежені. Після смерті останнього з роду Вежені, у 1472 році фортеця перейшла у володіння воєначальника Пала Кініжі, як дарунок від короля. Полководець значно розширив її.
Палу Кініжі присвячена книга Шандора Татаї «Витязь із двома мечами».

## Вшанування пам'яті
1910 року футбольний клуб з Тімішоари отримав назву «Кініжі». Після того, як місто перейшло до Румунії, був перейменований на румунський манер — «Кінезул» і існував до 1940 року.
У 1951—1956 роках будапештський футбольний клуб «Ференцварош» носив назву «Кініжі».

## Галерея

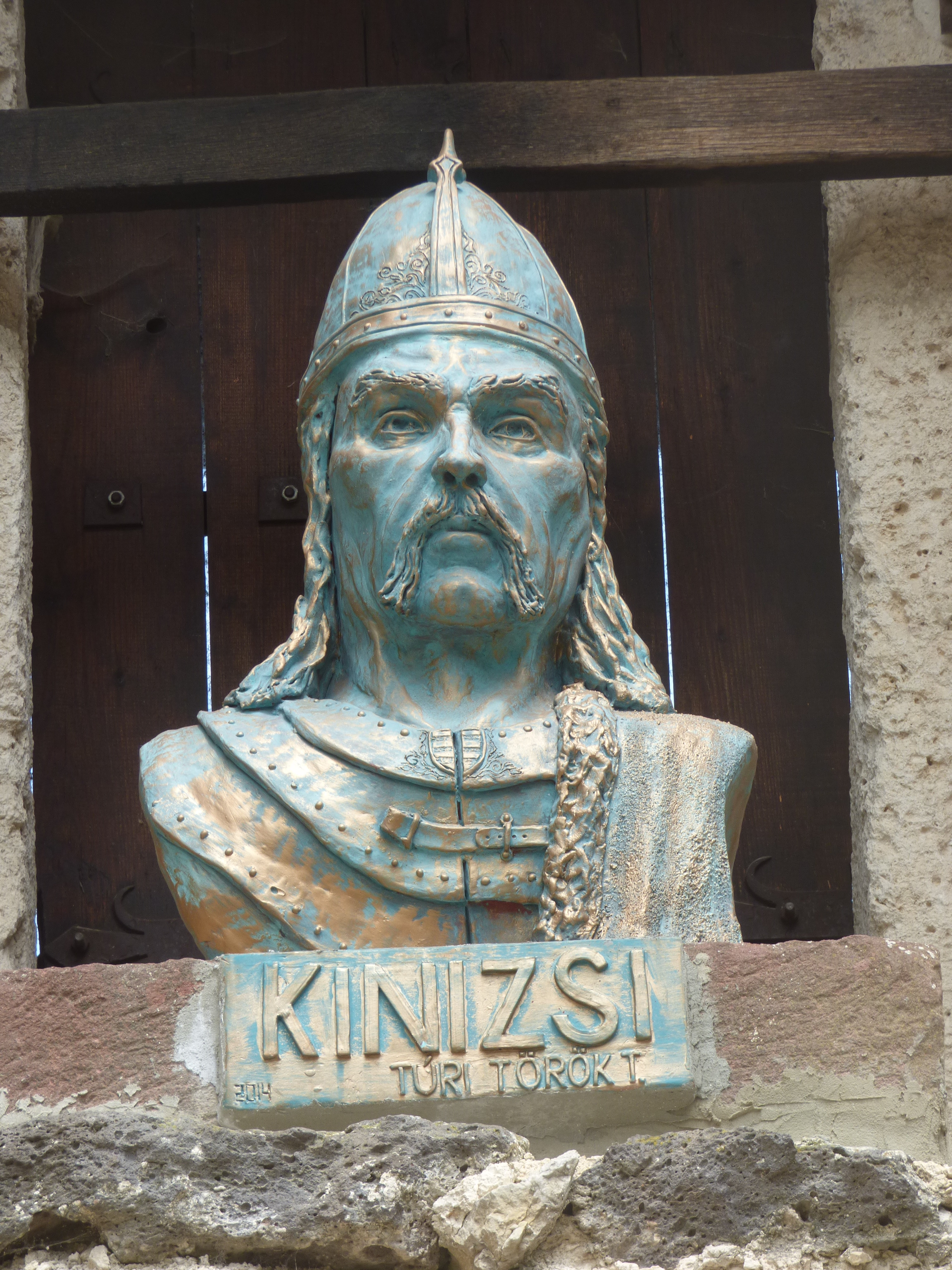
Статуя Пала Кініжі над в’їзною брамою замку в Надьважоні.
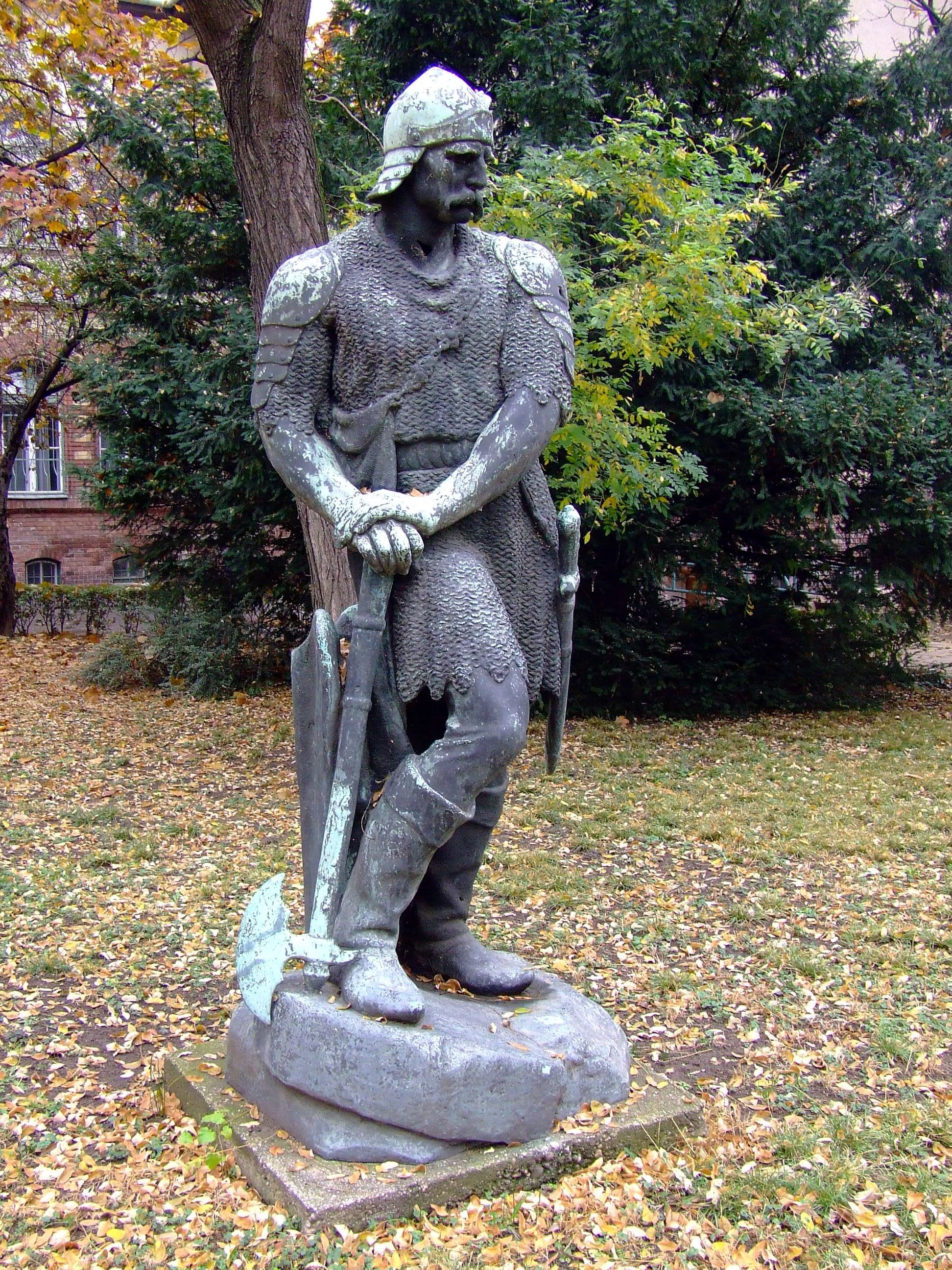
Статуя Пала Кініжі роботи Яноша Пастора в саду колишнього коледжу фізичного виховання в Будапешті.
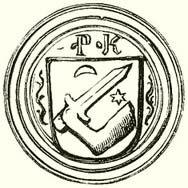
Печатка Пала Кініжі
Вежа замку Надьважоні, перед нею стоїть кінна статуя Пала Кініжі
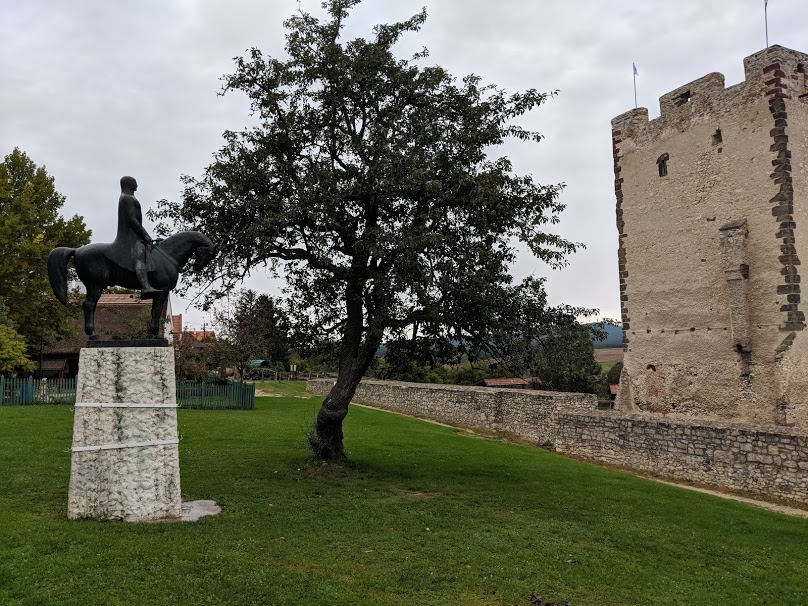
Статуя Пала Кініжі перед вежею замку
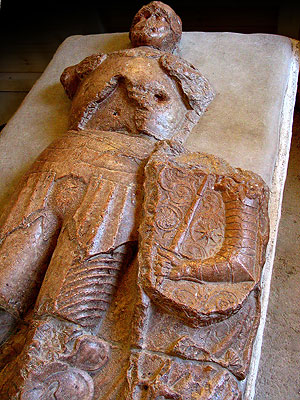
Різьблений саркофаг Пала Кініжі в каплиці замку